# Fernando Cabrita
Fernando da Silva Cabrita (ur. 1 maja 1923 w Algarve, zm. 22 września 2014), portugalski piłkarz i trener piłkarski.

## Kariera
Jako piłkarz występował w barwach Olhanense i Sporting da Covilhã. W latach 1945–1957 siedmiokrotnie zagrał w reprezentacji Portugalii. W latach 1983–1984, przez dziewięć miesięcy, był selekcjonerem reprezentacji Portugalii, z którą na Mistrzostwach Europy w Piłce Nożnej 1984 doszedł do półfinału.